# 1860 aux échecs
| Années des échecs : 1857 - 1858 - 1859 - 1860 - 1861 - 1862 - 1863    |
| Décennies des échecs : 1830 - 1840 - 1850 - 1860 - 1870 - 1880 - 1890 |

Cet article présente les faits marquants de l'année 1860 aux échecs.

## Événements majeurs

### Troisième congrès britannique d'Échecs 1860 Cambridge

#### Premier tour / Quart de Finale
- Benjamin Horne - Arthur Puller 2-1
- Ignatz Kolisch - Geake  2-0
- Charles Stanley - Frederick Rainger 2-0
- Adolf Zygotorsky - JF Bateman 2- 0

#### Deuxieme tour / Demi Finale
- Charles Stanley - Benjamin Horne 2-1
- Ignatz Kolisch - Adolf Zygotosky 1- 0

#### Finale
- Ignatz Kolisch - Charles Stanley 3-0[1]

## Tournois

### Tournoi du café de la regence 1860 Paris
Vainqueur : Ignatz Kolisch
autres joueurs de la section A:  Lequesne,  Disdier, de Rivière, Martin Saint-Léon, Durantel, Guibert, Buzinski et Chapelle

## Matchs Formels
- Johann Lowenthal - Francis Burden 1-0 Londres Mars 1860[3]

- Georges Hammond - James Thompson 5-4 Boston Mars 1860[4]
- Adolf Anderssen - Ignatz Kolisch 5.5 - 5.5 Paris Avril 1860[5]
- Adolf Anderssen - Jules Arnous de Riviere 2.5 - 2.5 Paris Avril 1860[6]
- Adolf Anderssen - Paul Journoud 4-2 Paris Avril 1860[7]
- Daniel Harrwitz - Augustus Mongredien 7.5 - 0.5 Londres Avril 1860[8]
- Frederic Perrin - William Horner 9.5 - 5.5 New York Juin 1860[9]
- Ignatz Kolisch - Thomas Worrall 6-2 Londres  juin 1860 [10] (avec handicap du cavalier)
- Ignatz Kolisch - Thomas Wilson Barnes 2.5 - 0.5 Londres Juillet 1860[11]
- Ignatz Kolisch - Georges Medley 5.5 - 1.5  Londres Octobre 1860[12]
- Ignatz Kolisch - Bernhard Horwitz 3-1 Manchester 29 octobre - 2 novembre 1860[13]
- Ignatz Kolisch - John Owen 4-4 Manchester Octobre-Novembre 1860[14]
- Berthold Suhle -  Bernhard Von Guretzky-Cornitz 7.5-2.5 Berlin 1860[15]
- Preston Ware - Georges Hammond 13-10 Boston 1860[16]
- Adolf Anderssen - Philipp Hirschfeld 16.5 - 12.5 Berlin 1860[17]

## Matchs amicaux
- Ignatz Kolisch - Adolpe Laroche 4.5-1.5  Paris 1860[18]

- Daniel Harrwitz - Adolphe Laroche 3-0 Paris 1860[19]
- Adolphe Laroche - Jules Arnous de Riviere 9-9 Paris 1860[20]

- Louis Paulsen - Theodor Lichtenhein 1-0 New York 1860[21]
- Paul Morphy -James Thompson 3-1 New York 18 septembre 1860 [22](avec handicap du cavalier)
- Paul Morphy - Frederic Perrin 3-0 New York 10 octobre 1860 [23](avec handicap du cavalier)
- Paul Morphy - S.Loyd 2-0 New York 10 octobre 1860[24] (avec handicap du cavalier)
- Paul Morphy - James Leonard 0.5 - 0.5 New York Octobre 1860[25] (avec handicap d'une tour)
- Eduard Pindar - Charles Stanley 13.5 - 8.5 Manchester 1860[26]
- Wilhelm Steinitz - Eduard Jenay 2-2 Vienna 1860[27]
- Wilhelm Steinitz - Max Lange 3-0 Vienna 1860[28]
- Daniel Harrwitz - Carl Hamppe  3.5-0.5 Vienna 1860[29]

## Championnats nationaux
- Un premier championnat d'échecs (officieux) est organisé à Cuba. Il est remporté par Félix Sicre.

## Classements historiques

### Classement Edochess
| Rang | Nom                | Pays                 | Classement Edochess | Parties jouées | Né en |
| ---- | ------------------ | -------------------- | ------------------- | -------------- | ----- |
| 1    | Paul Morphy        | États-Unis           | 2824                | 12             | 1837  |
| 2    | Daniel Harrwitz    | Royaume de Prusse    | 2659                | 21             | 1823  |
| 3    | Louis Paulsen      | Principauté de Lippe | 2655                | 1              | 1833  |
| 4    | Ignatsz Kolisch    | Empire d'Autriche    | 2652                | 116            | 1837  |
| 5    | Adolf Anderssen    | Royaume de Prusse    | 2646                | 55             | 1818  |
| 6    | Alexandre Petrov   | Empire russe         | 2630                | 0              | 1794  |
| 7    | Johann Löwenthal   | Hongrie              | 2599                | 12             | 1806  |
| 8    | Serafino Dubois    | États pontificaux    | 2589                | 0              | 1817  |
| 9    | Philipp Hirschfeld | Royaume de Prusse    | 2577                | 29             | 1840  |
| 10   | Wilhelm Steinitz   | Empire d'Autriche    | 2570                | 7              | 1836  |

## Naissances
- 4 février : Jackson Showalter, plusieurs fois champion des États-Unis.